# Tepuka
Tepuka é uma ilha a 18 kilometros ao oeste de Fongafale, noo nordeste de Funafuti, o atol principal da nação insular Tuvalu. Há um bunker subterrâneo bem preservado na ilha. A ilha fica entre a ilha menor Tepuka Vili Vili ao sudoeste, a ilha Te Afualiku no nordeste, o Oceano Pacífico à oeste e a lagoa de Funafuti, Te Namo, à leste. Nos anos recentes, a ilha tem sofrido de erosão.